# Gare de Saint-Émilion
Gare de Saint-Émilion vasútállomás Franciaországban, Saint-Émilion község területén, Gironde megyében, Aquitania régióban található.

## Vasútvonalak
Az állomást az alábbi vasútvonalak érintik:
- Libourne-Buisson-vasútvonal

## Kapcsolódó állomások
A vasútállomáshoz az alábbi állomások vannak a legközelebb:
- Gare de Libourne
- Gare de Castillon

## Járatok
A vasútállomást az alábbi járat érinti: 
- személyvonat (TER Aquitaine) Bordeaux - Libourne - Bergerac - Sarlat-la-Canéda

| Előző állomás                           |  | SNCF             |  | Következő állomás                     |
| --------------------------------------- |  | ---------------- |  | ------------------------------------- |
| Libournetovább Bordeaux-Saint-Jean felé |  | TER Aquitaine 26 |  | Castillontovább Sarlat-la-Canéda felé |